# 제16전투비행단 (대한민국)
제16전투비행단(第十六戰鬪飛行團, 영어: ROKAF 16th Fighter Wing)은 경상북도 예천군 예천비행장에 위치한 대한민국 공군의 전투비행단이다. 약칭해서 16전비라고 부르며 8전비와 같이 한국산 항공기만을 운용중이다.

## 연혁
- 1976년 8월 1일: 창설
- 1977년 9월 20일: 제205전투비행대대 창설
- 1978년 2월 15일: 제206전투비행대대 창설
- 2002년 9월 26일: 최초 여성조종사 배출
- 2012년 7월 27일: TA-50 제115전투비행대대 전력화
- 2016년 3월 21일: FA-50 제202전투비행대대 전력화
- 2018년 6월 29일: 115대대 10만 시간 무사고 달성
- 2020년 9월 28일: 202대대 6만 시간 무사고 달성

## 예하 부대
- 단본부
  - 인사행정처
  - 재정처
  - 감찰안전실
- 항공의무대대
- 항공작전전대
  - 항공작전과
  - 운항관제대
  - 기상대
  - 115전투비행대대
  - 202전투비행대대
  - 지상교육훈련대
- 작전지원전대
  - 작전지원과
  - 정보통신대대
  - 수송대대
  - 복지대대
    - 급양중대
    - 근무지원중대

  - 보급대대
    - 일반물자관리중대
    - 유류관리중대
- 항공정비전대
  - 항공기정비대대
  - 장비정비대대
  - 부품정비대대
- 기지방호전대
  - 기지방호작전과
  - 화생방지원대
  - 군사경찰대대
  - 공병대대

## 군가
```
(1절)
창공의 푸른정기 높은 기상에
불사조의 호국정신 이어받아서
오늘도 우리는 하늘에 산다
힘차게 날아라 보라매들아
아아 영원하리라 나의 조국은
그누가 넘나보랴 우리 창공을
우리들은 필승선봉 십육전투비행단

(2절)
구름도 천둥에도 높은기량에
은익제공 힘찬날개 내일도난다
겨-레의 영원한 소원을 위해
삼천리 강산에 솟구치나니
아아 영원하리라 나의 조국은
그누가 넘나보랴 우리 창공을
우리들은 제공기수 십육전투비행단

```